# Il matrimonio dell'orso
Il matrimonio dell'orso (Медвежья свадьба), noto anche come "L'ultimo degli Schemmer", è un film del 1925 diretto da Konstantin Ėggert e Vladimir Rostislavovič Gardin.